# Miguel Avramovic
Pour les articles homonymes, voir Avramović.

a Compétitions nationales et continentales officielles uniquement.

b Matchs officiels uniquement.
Dernière mise à jour le 7 mars 2018.
Miguel Boris Avramovic, né le 18 juillet 1981 à Buenos Aires (Argentine), est un joueur argentin de rugby. Il joue en équipe d'Argentine et évolue au poste de centre.

## Biographie
Miguel Avramovic honore sa première cape internationale en équipe d'Argentine le 23 avril 2005 contre l'équipe du Japon.  
En mars 2009, il est invité avec les Barbarians français pour jouer un match contre le XV du Président, sélection de joueurs étrangers évoluant en France, au Stade Ernest-Wallon à Toulouse. Les Baa-Baas s'inclinent 26 à 33.
Miguel Avramovic est le beau frère de Thierry Dusautoir. Le troisième ligne aile du Stade toulousain a en effet épousé la sœur de l'international argentin.

## Statistiques en équipe nationale
- 11 sélections en équipe d'Argentine depuis 2005
- 4 essais (20 points)
- Sélections par année : 2 en 2005, 4 en 2006, 1 en 2007, 3 en 2008, 1 en 2009